# Isaac Nyobè Pandjock
Isaac Nyobè Pandjock († 7 juin 1958) est un militaire camerounais et chef de la branche armée de l’Union des Populations du Cameroun (UPC) ; il est tué lors d’une embuscade tendue par les forces coloniales françaises.

## Biographie
Isaac Nyobè Pandjock était un militaire camerounais, chef de la branche armée de l'Union des Populations du Cameroun (UPC).. En décembre 1956, à l’occasion de la Conférence de Makaï, l’UPC crée un « Comité national d’organisation » (CNO) , Ancien combattant de la Seconde Guerre mondiale, il a dirigé la lutte armée contre le colonialisme français au Cameroun. Il est mort tragiquement le 7 juin 1958, tué lors d'une embuscade tendue par les forces coloniales françaises. Sa date de naissance précise n’est pas mentionnée dans les sources disponibles.
chargé de la formation d’une armée de libération nationale ; Pandjock en devient le commandant, chargé de structurer militairement la lutte armée en brigades, régiments et compagnies, notamment dans les forêts d’Eséka, d’Edéa et de Ngambé.
En tant que « Général » du CNO, il supervise notamment la mise en place d’ateliers clandestins de fabrication d’armes dans la région Bassa. Pendant les années 1957–1958, il organise connexions et renseignement au sein du maquis anti-colonial.
Le 7 juin 1958, Pandjock est surpris et tué lors d’une opération militaire menée par les troupes coloniales françaises, durant l’intensification de la « pacification » de la Sanaga Maritime. Sa mort porte un coup sévère à la structure militaire de l’UPC, en parallèle à celle de Ruben Um Nyobè, le 13 septembre 1958.
Après sa mort, de nombreux documents du CNO sont saisis. Ces archives founrissent des renseignements précieux aux officiers français de la Zone d'Opérations de Pacification (Zopac), leur permettant de mieux comprendre l'organisation, les effectifs, le mode de vie et les opérations des groupes insurgés, et d'adapter leurs propres stratégies.

## Héritage
Chef militaire reconnu de l’UPC, Isaac Nyobè Pandjock symbolise la dimension armée du mouvement pour l’indépendance. Il incarne l’organisation structurée du maquis, avec camps, ateliers d’armement, cellules de renseignement et réseau militaire sous commandement régional.